# 5432-es mellékút (Magyarország)
Az 5432-es mellékút egy bő 14 kilométeres hosszúságú, négy számjegyű mellékút Csongrád-Csanád vármegye területén; Bordánytól vezet Zákányszéken át Mórahalom központjáig, összekapcsolva mindhárom települést a térségen kelet-nyugati irányban végighúzódó 55-ös főúttal is.

## Nyomvonala
Bordány központjának keleti részén indul, az 5408-as útból kiágazva, annak a 37+800-as kilométerszelvényénél, dél felé; fő iránya kisebb eltérésektől eltekintve végig ez marad. Belterületi szakasza a Zákányszéki út nevet viseli, de 700 méter megtétele után már külterületen jár. 2,8 kilométer után szeli át Zákányszék határát, majd 4,6 kilométer után keresztezi az 5431-es utat, amely Domaszék és Öttömös között húzódva itt nagyjából 11,6 kilométer megtétele után jár. 5,2 kilométer után éri el a község belterületét, ahol Dózsa György utca, majd a falu déli felében Mórahalmi út néven húzódik, itt inkább délnyugat felé. 7,1 kilométer után hagyja maga mögött a település legdélebbi fekvésű házait.
10,7 kilométer után lép át Mórahalom területére, ott keresztezi – kevéssel 11,5 kilométer teljesítése előtt, körforgalmú csomóponttal – az 55-ös főutat, amely Szegedtől Baja felé húzódva 21,9 kilométeren van túl. 12,7 kilométer után éri el a város északi szélét, ahol a Zákányszéki út nevet veszi fel. Egy körforgalmú csomópontban ér véget, a város központjában, beletorkollva az 5514-es útba, kicsivel annak a második kilométere előtt; ugyanebbe a körforgalomba becsatlakozva ér véget az ellenkező irányból, dél felől az 5512-es út, mely az 5-ös főút röszkei szakaszától húzódik idáig.
Teljes hossza, az országos közutak térképes nyilvántartását szolgáló kira.gov.hu adatbázisa szerint 14,222 kilométer.

## Települések az út mentén
- Bordány
- Zákányszék
- Mórahalom